# Ivan Rilský
Svatý Ivan Rilský (bulharsky: Свети Иван Рилски) (876–946) byl první bulharský poustevník, který žil v pohoří Rila.
Je považován za patrona Bulharska a za nejdůležitějšího svatého bulharské pravoslavné církve.
Už za svého života se těšil známosti a vážnosti, jež za ním přiváděla žáky, kteří založili nedaleko jeskyně, v niž žil, Rilský klášter. Ten sehrál roli významného duchovní a společenského centra země a ve 20. století byl zařazen na seznam světového kulturního dědictví UNESCO.

## Externí odkazy

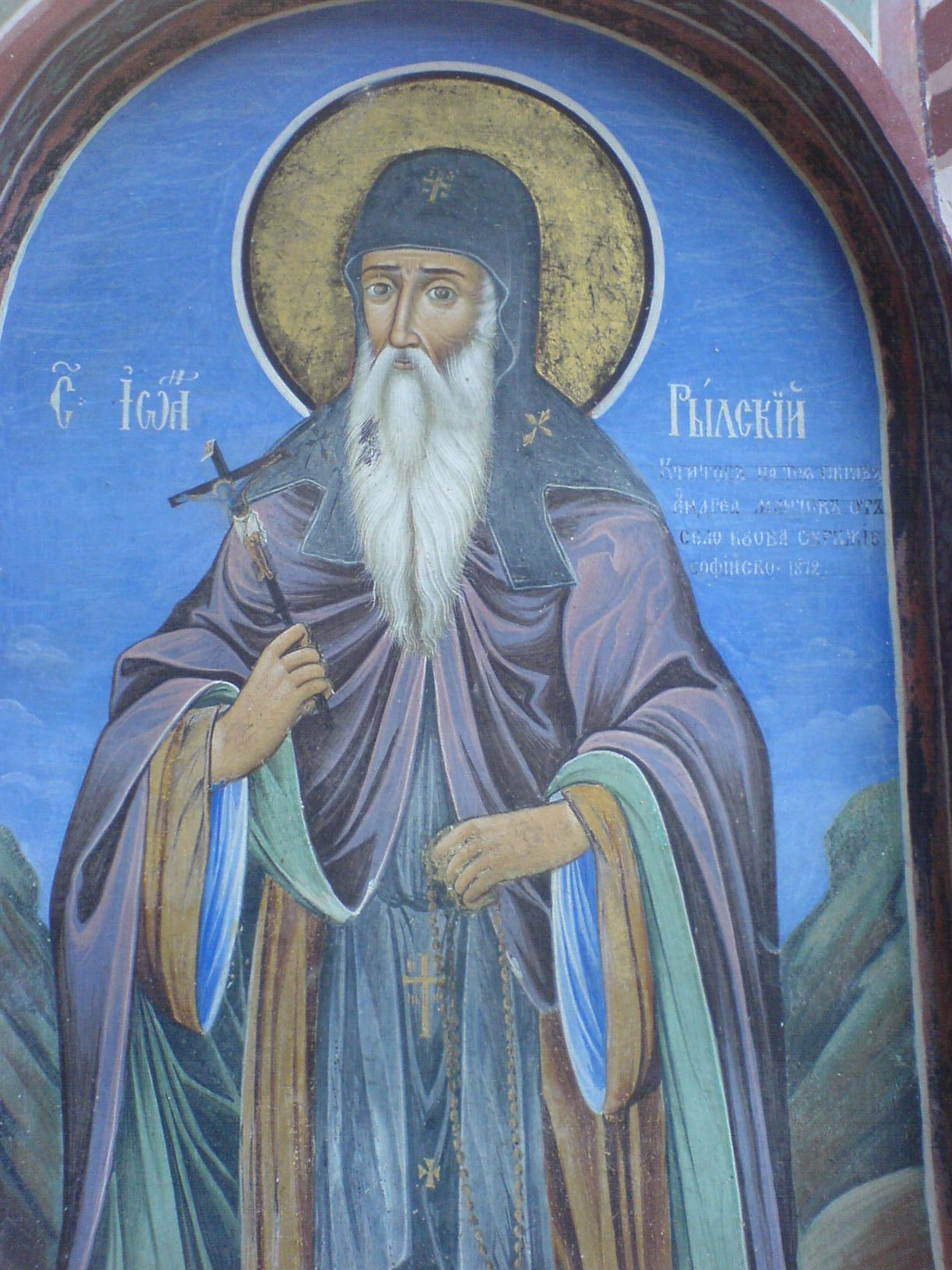
Svatá Ivan Rilský - freska v kostele Rilského kláštera